# Coilia lindmani
Coilia lindmani är en fiskart som beskrevs av Bleeker, 1858. Coilia lindmani ingår i släktet Coilia och familjen Engraulidae. IUCN kategoriserar arten globalt som livskraftig. Inga underarter finns listade i Catalogue of Life.